# Gibor Basri
Gibor Basri es un astrofísico estadounidense, nacido en New York el 3 de mayo de 1951.

## Biografía
Hijo de Phyllis Basri (profesora de danzas y ballet) y Saul Basri (profesor de física de la Universidad de Colorado). Creció en Fort Collins, Colorado, junto a su hermano menor David, salvo en breves lapsos en que la familia vivió en Birmania (1957) y en Sri Lanka (1965).

## Carrera
Graduado en Física (Universidad Stanford, 1973) y PhD en Astrofísica (Universidad de Colorado, 1979). Su tesis versó sobre actividad estelar (Tutor: Jeffrey Linsky), basada en datos directos del satélite IUE (International Ultraviolet Explorer) del que fue uno de los primeros usuarios. Un premio postdoctoral lo llevó a la Facultad de Astronomía de Berkeley donde ha trabajado hasta el presente (Profesor titular desde 1994). En un comienzo, ocupado en observaciones de alta energía estelar, con el Prof. Stuart Bowyer, y en la última década concentrado en estudios sobre formación estelar (con el Prof. Len Kuhi). Es relevante su investigación en los años 1980 sobre estrellas tipo T Tauri, pero es más reconocido como experto mundial en estrellas del tipo enana marrón.